# Stadtpark Regensburg
Der Stadtpark Regensburg westlich der Altstadt von Regensburg am Platz der Einheit vor dem Jakobstor ist die älteste und mit über acht Hektar auch die größte der innerstädtischen Parkanlagen in Regensburg.
Der flächenmäßig größte Teil der heutigen Parkanlage entstand am Beginn des 20. Jahrhunderts, jedoch gehen die Ursprünge des Stadtparks zurück auf das Jahr 1511, als im stadtnahen, östlichen Teil des Stadtparks zwischen dem heutigen Platz der Einheit und den heutigen Gebäuden der Ostdeutschen Galerie ein Lindenhain angelegt wurde. Auf diese Linden ist der heutige Name Unter den Linden für den östlichen Teil des Stadtparks zurückzuführen, während der große westliche Teil des Stadtparks nach 1910 als Wittelsbacher Park bezeichnet wurde. Vor 1910 wurde der große nordwestliche Teil ca. 400 Jahre lang als Schieß- und Festplatz und der südliche Teil sowie ein schmales Areal im äußersten Westen des heutigen Stadtparks für caritative Zwecke und für protestantische, katholische und jüdische Begräbnisse genutzt. Die ehemaligen vielfältigen Nutzungen des heutigen Stadtparkgeländes machen den Stadtpark zu einem Spiegel geschichtlicher Entwicklungen in Regensburg.

## Geschichte

### Siechen- und Leprosenhausstiftung St. Lazarus und Hinrichtungsstätte (1300–1510)
Bereits im 10. Jahrhundert, als die erste sog. Arnulfinische Stadtmauer entstand, waren Bereiche im heutigen östlichen Stadtpark zur Anlage von Steinbrüchen genutzt worden, die dann später wieder aufgefüllt werden mussten, wenn das Gelände genutzt werden sollte. Als nach 1293 der Bau der mittelalterlichen Stadtmauer begann, wurde neben einer dieser aufgefüllten Steinbruchgruben von einem „edlen Bürger ein Lazareth aus seinen eigenen Mitteln sambt einer schönen Capellen dem heiligen Lazaro zu Ehren auferbaut“. Zusätzlich errichtete dieser edle Bürger auch eine Stiftung, so dass die „Armen allen Bettelns überhebt wurden.“ Die Stiftung bot eine Grundlage zum Bau und Betrieb des Siechen- und Leprosenhauses St. Lazarus, samt einer 1299 geweihten Kapelle und einem kleinen, benachbarten Friedhof, dem 250 Jahre später nach der Reformation der viel größere, evangelische Lazarus-Friedhof angegliedert wurde. Die finanzielle Grundlage der Stiftung verbesserte sich dauerhaft als der Regensburger Bischof Konrad V im August 1300 einen Spendenaufruf für das Leprosenhaus erließ und mit Unterstützung von zwölf weiteren Bischöfen bei der römischen Kurie die Herausgabe von Ablassbriefen erwirkte, die man mit dem Versprechen zum Sündennachlass verkaufen konnte. In den Folgejahren vermehrten auch zahlreiche weitere Schenkungen von angrenzenden Gärten und Ländereien das Vermögen der Siechen- und Leprosenhausstiftung St. Lazarus.

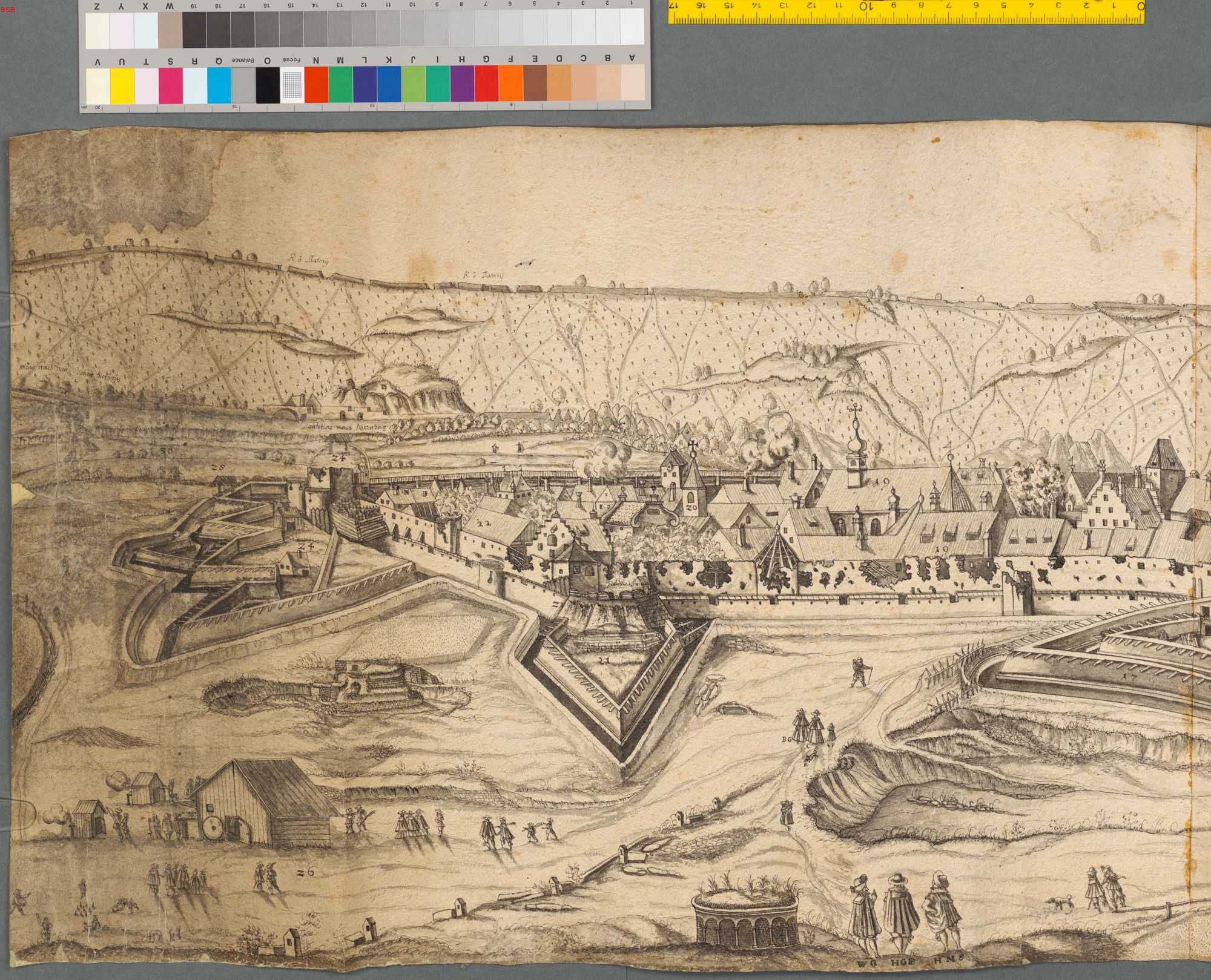
Stadtpark-Areal um 1635 nach 30-jhrg. Krieg.
Rondell Vordergrund: Köpfstatt

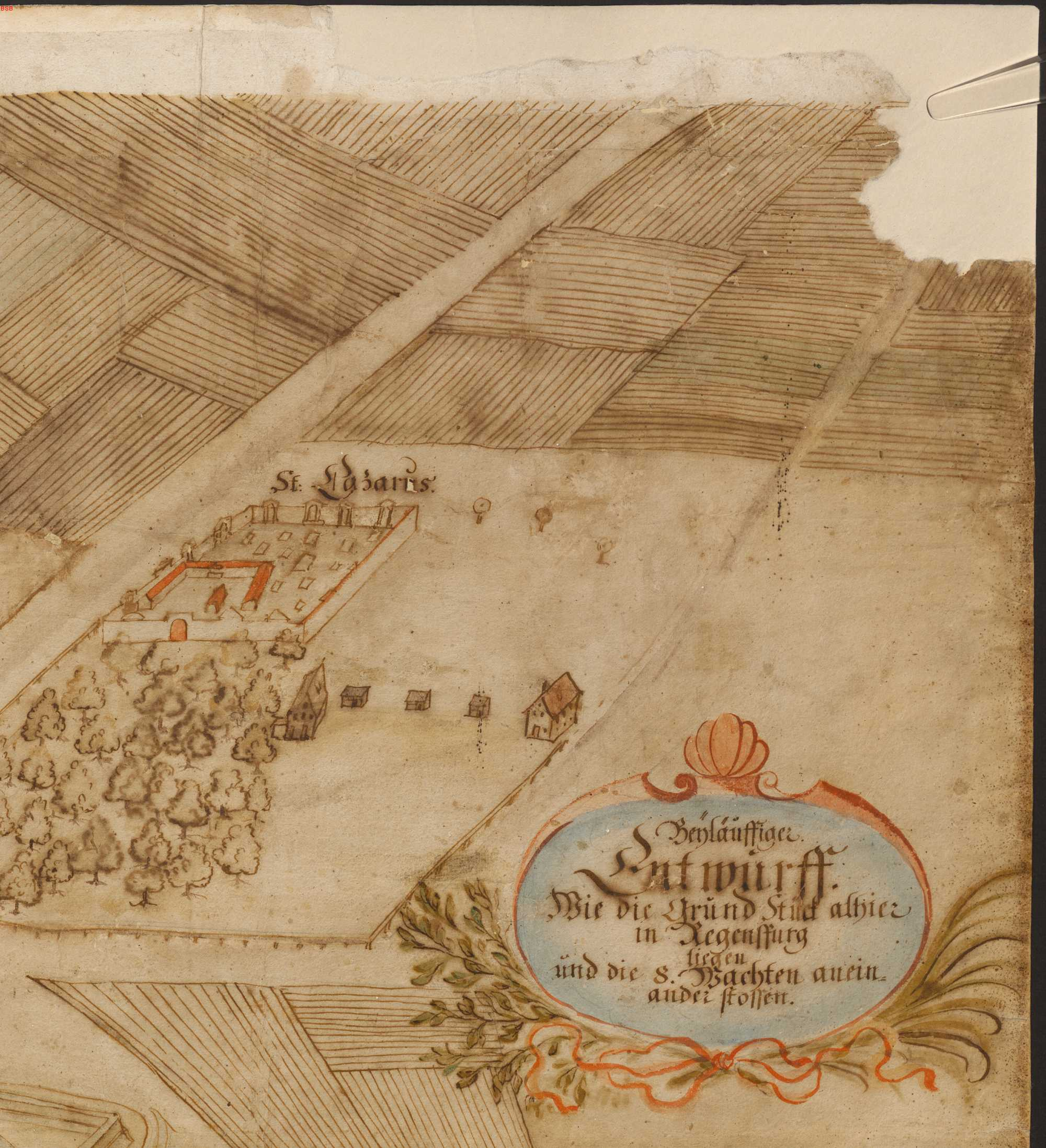
Unter den Linden, Lazarus-Friedhof, Stadtplan 1700

Nachdem Mitte des 14. Jahrhunderts der Bau der mittelalterlichen Stadtmauer abgeschlossen war, lagen das Leprosenhaus mit dem zugehörigen kleinen Friedhof außerhalb der Stadtmauer, wie es wegen der Ansteckungsgefahr für die Stadtbewohner für erforderlich gehalten wurde. Die Anlage war der neu entstandenen Toranlage des Jakobstores benachbart. Dort verliefen die belebten Ausfallstraßen nach Nürnberg und dort konnten die Bewohner des Siechen- und Leprosenhauses von den vorüberziehenden Kaufleuten Almosen erhoffen.
Im Jahr 1503 wurde eine neue städtische Hinrichtungsstätte für Enthauptungen – die Köpfstatt – außerhalb der Stadtmauer vor dem Jakobstor am Beginn der heutigen Dechbettener Straße errichtet, die erst 1806 auf Anweisung von Fürstbischof Dalberg wieder abgebaut wurde. 1506 erfolgte das erste Begräbnis einer hingerichteten Person auf dem benachbarten Friedhof des Leprosenhauses.

### Der Lindenpark entsteht als Vorläufer des Stadtparks (1511)
Nachdem ein Orkan Schäden angerichtet hatte, wurde 1511, 5 Jahre nach der ersten Hinrichtung das gesamte Gelände vor dem Jakobstor bis hin zum Friedhof des Siechenhauses St. Lazarus durch Anpflanzung von Linden zu einer Parkanlage aufgewertet. Der neue Park mit dem Namen Unter den Linden wurde von der Bevölkerung gut angenommen. Beim Besuch des Parks konnte auch die Grabstätte von einem der Stifter des Siechenhauses, Heinrich Zant († 1313) besucht werden.

### Nutzung des Lindenparks durch Schützen und Schüler (ab 16. Jahrhundert)
Seit dem 14. Jahrhundert war der Rat der Stadt daran interessiert, dass alle Bürger zu Schützen ausgebildet wurden. Ab 1599 musste jeder Bürger sogar selbst eine Waffe besitzen und zehnmal im Jahr an Schießübungen teilnehmen.
Den Regensburger Schützenbruderschaften, die im 14. Jahrhundert mit einem Gelände vor der Stadtmauer im Bereich des Stadtgrabens neben dem Jakobstor zufrieden sein mussten, wurden 1514 ein großes Übungsgelände westlich des neu angelegten Lindenplatzes zur Verfügung gestellt. Dort wurden Schießstätten mit Zielständen und Kugelfängen für Armbrustschützen (Stahlschützen) eingerichtet, die später auch für die Übungen der Feuerschützen genutzt wurden und ab 1615 auch zum Einüben des Schießens mit den damals neu entwickelten Musketen.
Schießübungen der Schützen wurden häufig als Wettkämpfe zwischen Städten gestaltet. Die Wettkämpfe wurden vom Rat der Stadt und von Sponsoren finanziell unterstützt und waren gesellschaftliche Großereignisse. Das erste Fest dieser Art soll 1456 stattgefunden haben und das glanzvollste Schützenfest, mit Teilnehmern aus ganz Deutschland, fand 1589 auf dem Lindenplatz statt. 200 Jahre später wurde dort auch das Jubiläum dieses Großereignisses mit einem neuen Fest gefeiert. 400 Jahre lang wurde der Lindenplatz als Festplatz genutzt, zum Ende sogar aber auch als Militärschießplatz. Erst 1907 zogen die Schützen an den Stadtrand in den Westen der Stadt.
Auch die Schüler und ihre Lehrer nutzten den Platz im Schießgarten Unter den Linden jährlich im Frühsommer für die sogenannten Rutenfeste, die seit 1559 im Lindenpark stattfanden. Sponsoren sorgten für die Beköstigung und die Kinder zeigten Tänze und Reigen. Die Kinder waren üppig geschmückt mit Blättern und Zweigen, die sie am Ende den Lehrern für den späteren Gebrauch als Ruten überreichten. Noch 1797 gehörte das Rutenfest zum festen Bestandteil des Brauchtums in Regensburg und kam erst Mitte des 19. Jahrhunderts außer Brauch.

### Der protestantische Lazarusfriedhof entsteht (ab 1527)
In der Zeit der Reformation am Beginn des 16. Jahrhunderts wurden einigen Bürgern der Stadt Regensburg, die der Lehre von Martin Luther zuneigten und ihre Religion gewechselt hatten, Begräbnisse auf den katholischen Friedhöfen in der Stadt verweigert. Um den Wünschen einer wachsenden Anzahl von Bürgern entgegenzukommen, wollte der Rat der Stadt reformatorische Ansätze in der Bevölkerung nicht behindern und erlaubte protestantische Begräbnisse auf dem kleinen Friedhof beim Siechen- und Leprosenhaus am Lindenpark. Weil in den Folgejahren die Nachfrage wuchs, musste schon 1527 ein neuer größerer Friedhof für protestantische Begräbnisse errichtet werden. Er wurde nach dem Siechen- und Leprosenhaus Lazarusfriedhof genannt. Als dann 1542 der Rat der Stadt den Entschluss fasste, dass sich Regensburg der Reformation anschließt, kam der neue Lazarusfriedhof unter die Verwaltung der Stadt Regensburg. Zusätzlich wurde schon 1543 vor dem Peterstor ein zweiter protestantischer Friedhof, der Petersfriedhof, angelegt. Beide Friedhöfe wurden im 30-jährigen Krieg völlig zerstört, danach wieder neu angelegt und bestanden bis zum Anfang des 20. Jahrhunderts.

### Zerstörung des Lindenparks (1632–1634) und Wiederaufbau (ab 1642)

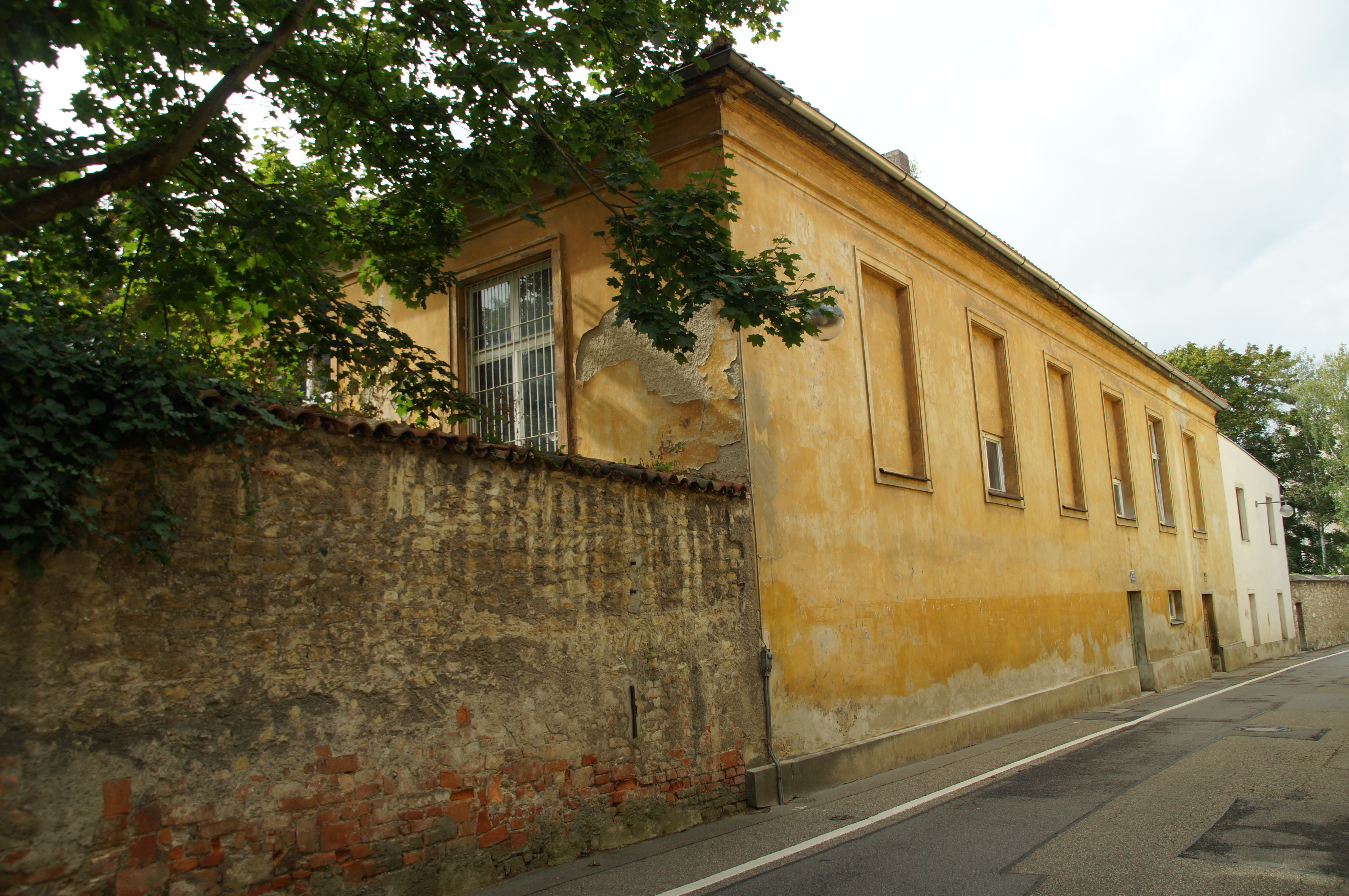
Ehemals Gesellschaftshaus und Schießstand der Armbrust-Schützengesellschaft
Zum Großen Stahl
im Stahlzwingerweg Nr. 17

Regensburg war im Dreißigjährigen Krieg vom April 1632 bis zum Juli 1634 von Besatzung und Kämpfen schwer betroffen. Dabei war neben Stadtamhof und dem Gebiet vor dem Ostentor auch das gesamte Gelände des heutigen Stadtparks eines der drei Hauptkampfgebiete. 1632/33 fielen unter Besatzung bayerischer Truppen alle Schießstände der Armbrust- und Feuerschützen, alle Gebäude der Stiftung St. Lazarus mit dem protestantischen Lazarusfriedhof und auch alle Bäume im Lindenpark den Abrissmaßnahmen zum Opfer, mit denen freies Schussfeld geschaffen werden sollte, um den erwarteten Angriff der Schweden zu stoppen. Der Angriff war trotz der Abrissmaßnahmen erfolgreich. Letzte Reste von Anlagen und Bäumen gingen dann 1634 verloren, als die Schweden hartnäckigen Widerstand leisteten bei der Rückeroberung der Stadt durch kaiserlich-bayerische Truppen.
Nach Beendigung der Kämpfe wurden ab 1642 zunächst die Friedhöfe vor den Stadtmauern wieder nutzbar gemacht. Aber auch für die Armbrustschützen wurde eine neue Übungsstätte mit Zielständen und Kugelfängen errichtet, allerdings nicht auf dem unebenen und von eingestürzten Laufgräben, Schanzen und Wällen durchzogenen Gelände des zerstörten ehemaligen Lindenparks, sondern im relativ unzerstörten, ca. 10 m breiten, hier Stahlzwinger genannten Zwingerbereichs der Stadtmauer. Zusätzlich wurde in der unmittelbar östlich benachbarten Straße (heute Stahlzwingerweg) ein neues zweigeschossiges Schieß- und Gesellschaftshaus errichtet, dessen Westwand geöffnet werden konnte. Von Zuschauern auf einer Empore beobachtet konnten die Schützen aus dem Inneren des Schießhauses von zwei Ebenen aus auf die Scheibenstände im Stahlzwinger schießen.

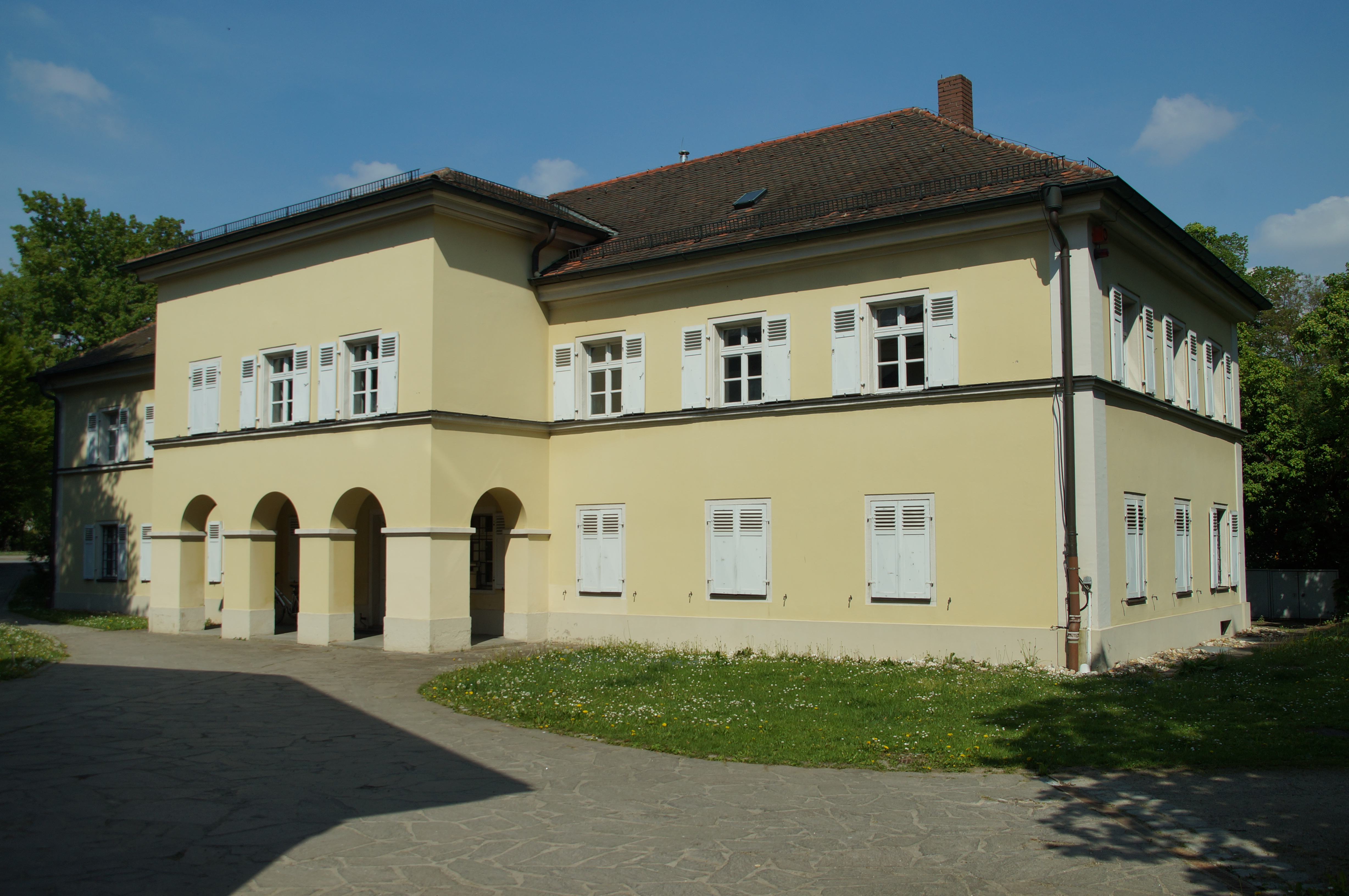
Ehemaliges Schießhaus der Büchsenschützengesellschaft. Heute Verwaltungsgebäude der Ostdeutschen Galerie

Bereits 1652 wurde auf dem östlichen Gelände der heutigen Ostdeutschen Galerie ein Schützenhaus für die Büchsenschützengesellschaft gebaut. Das Haus befindet sich heute gegenüber dem Eingang der Ostdeutschen Galerie. Es ist das älteste Bauwerk des Ensembles und dient der Galerie als Verwaltungsgebäude. 1654 und 1656 bis ließ das Bauamt der Stadt Regensburg junge Linden, Erlen, Nuss- und Eichbäume anpflanzen, deren Anwachsen und Pflege in den Folgejahren sorgfältig überwacht wurde.

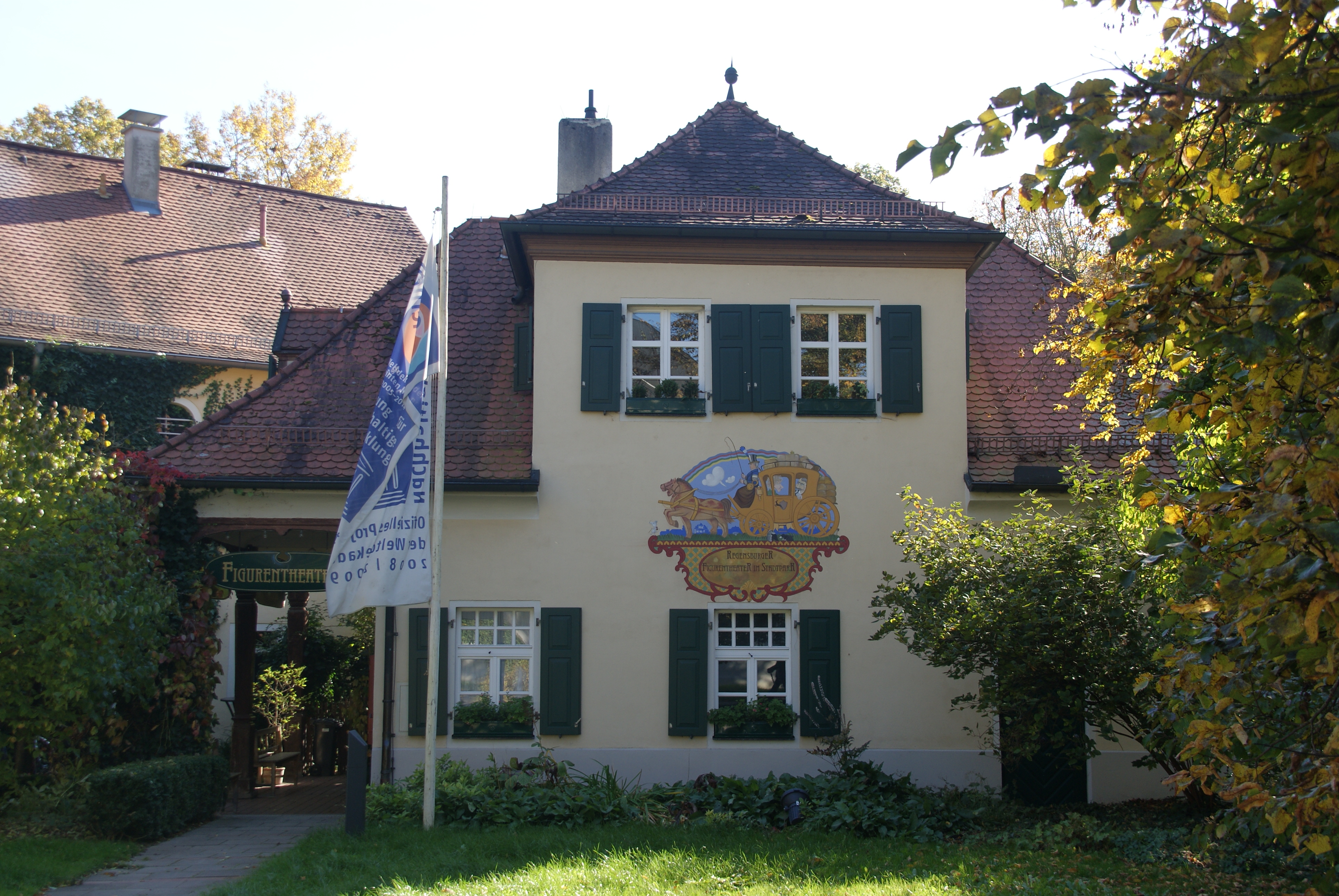
Ehemaliges Schießhaus der Pistolenschützen
Heute Figurentheater

### Pestjahr 1713 und Pistolenschützen (ab 1733)
Im Pestjahr 1713 wurde der Lazarusfriedhof nochmals vergrößert. Viele Pestleichen wurden in einer gemeinsamen Pestgrube begraben. Nach dem Abklingen der Pest wurden ab 1718 weitere Linden gepflanzt. Eine berittene Bürgerkompanie, die das Pistolenschießen betrieb, begann sich auf dem Schießgelände nördlich des Lazarusfriedhofs anzusiedeln. Von den Mitgliedern wurde auf eigene Kosten 1733 ein Schießhaus für Pistolenschießen errichtet, an dessen Standort heute das Figurentheater untergebracht ist. Bis zum Ende des 18. Jahrhunderts erfreute sich das Parkgelände wieder eines so regen Zuspruchs der Bevölkerung, dass sich auch eine Gastwirtschaft ansiedelte. Bis zum Ende des Jahrhunderts ergaben sich mehrere Gelegenheiten zur Abhaltung von großen Jubiläums- oder Friedens-Schützenfesten.

### Der katholische Lazarusfriedhof (1812) entsteht

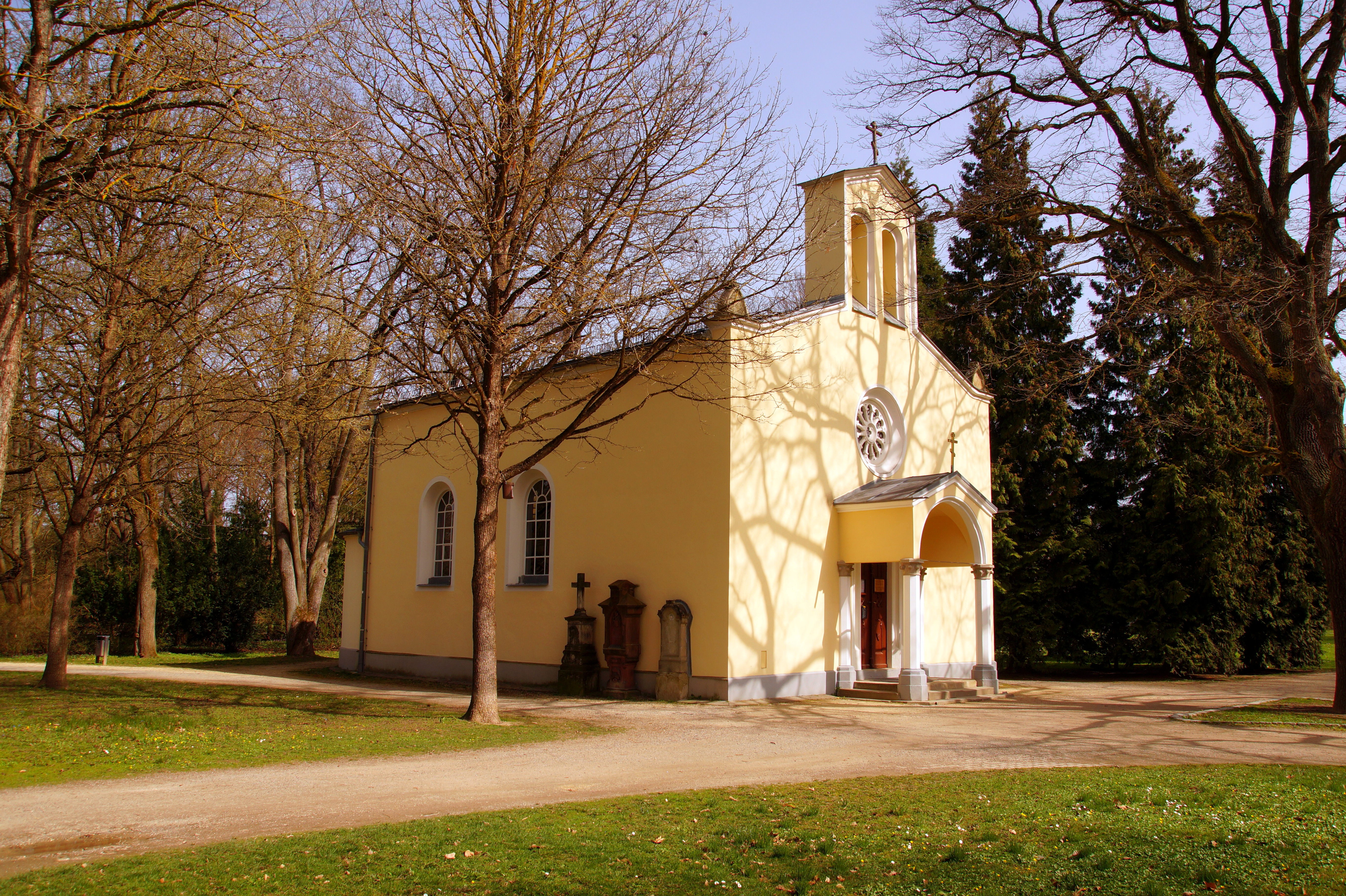
Ehemalige katholische Friedhofskapelle St. Lazarus

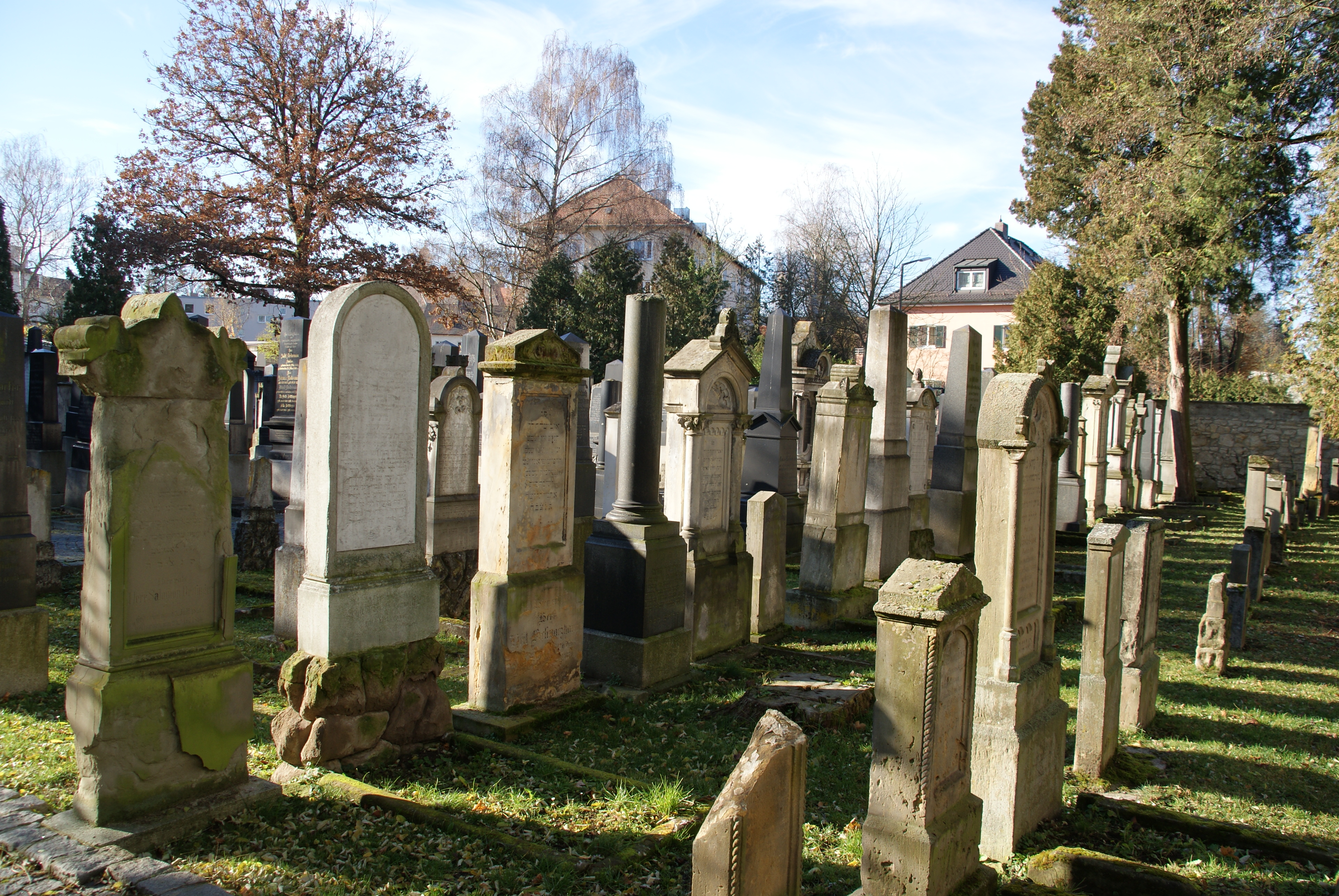
Jüdischer Friedhof im westlichen Stadtpark

Am Beginn des 19. Jahrhunderts musste auf Erlass von Fürstbischof Dalberg der katholische Friedhof der Oberen Stadt im Garten der Pfarrkirche St. Rupert bei Schloss St. Emmeram aufgelöst werden. Im Juni 1812 wurde deshalb ein neuer katholischer Friedhof außerhalb der damals noch existierenden Stadtmauern im Stadtpark angelegt, westlich neben dem dort bereits bestehenden evangelischen Lazarusfriedhof. Schon 1828 musste dieser neue Friedhof erweitert werden und schloss dann, nur durch eine Mauer und ein gemeinsam genutztes Leichenhaus getrennt, an den evangelischen Friedhof an. Im November 1838 wurde eine kleine, in romanisierenden Formen erbaute katholische Friedhofskirche eingeweiht. Sie ist noch heute vorhanden und wird seit 1946 von der russisch-orthodoxen Gemeinde genutzt. Das gesamte Friedhofsgelände mit einer Größe von ca. 2 Hektar erstreckte sich nach einer 1860 erfolgten zweiten  Erweiterung entlang der heutigen Prüfeninger Straße bis hin zur heutigen Schillerstraße. Nach dem Abbruch der Stadtmauern verlief die Stadterweiterung im Westen der Stadt ab 1868 bei schnell wachsender Bevölkerung vom Jakobstor entlang der Prüfeninger Straße in Richtung der Vororte Prüfening und Dechbetten und zu einem neuen Wohngebiet zusammenwuchsen. Die beiden Lazarusfriedhöfe wurden nun zunehmend als Belastung für die benachbarten Wohngebiete empfunden und man beschloss, beide Friedhöfe nicht mehr zu nutzen. 1898 wurde der neue evangelische und 1909 der neue Katholische Friedhof südlich bzw. nördlich der neu entstandenen Eisenbahnstrecke eröffnet.

### Der jüdische Friedhof entsteht (1822)
Nach der Vertreibung der jüdischen Bevölkerung im Jahr 1519 entstand in Regensburg erst wieder nach Beginn des Immerwährenden Reichstags eine nur kleine Judengemeinde, die unter dem Schutz der Pappenheimer stand und für die Versorgung der Gesandten und ihrer Familien mit Lebensmitteln sorgen musste. Verstorbene Mitglieder dieser Judenfamilien mussten weit außerhalb der Stadt begraben werden (siehe Judentum in Regensburg). Neuansiedlungen jüdischer Familien in Regensburg begannen erst nach 1803 mit der Entstehung des Fürstentums Regensburg unter Karl Theodor von Dalberg und dann verstärkt, nachdem 1813 das neu entstandene Königreich Bayern mit dem Bayerischen Judenedikt den Juden ein eingeschränktes  Bürgerrecht zugesichert hatte und den jüdischen Gemeinden auch den Bau von Friedhöfen erlaubte.
Im Januar 1821 beantragten die 12 Familienoberhäupter der  jüdische Gemeinde in Regensburg beim Rat der Stadt den Bau eines „Hauses für die Ewigkeit“, wie die Juden ihren Friedhof nannten. Man bat um die kostenlose Überlassung eines ungenutzten, wenig attraktiven Geländeabschnitts am Westrand des Parks, nahe der dort verlaufenden heutigen Schillerstraße., Damals wurde das benachbarte Parkgelände noch als Schieß-Übungsplatz für die bayerische Schützengesellschaft genutzt und deshalb befand sich nahe dem geplanten Friedhof ein Kugelfang für die dort endenden Schießbahnen, durch die  sich der spätere jüdische Friedhofswärter mehrmals gefährdet fühlte. Die Verhandlungen zum Bau des jüdischen Friedhofs mit kleinem Leichenhaus und Obergeschoss als Wohnraum für den Friedhofswärter, mit Bretterzaun und Brunnen waren langwierig, aber letztlich erfolgreich. Die Kosten von 2000 Gulden wurden von der jüdischen Gemeinde durch Spenden aufgebracht. 1828 wurde der Friedhof vergrößert und 1834 mit einer Steinmauer umfriedet. 1866 bat die jüdische Gemeinde die Stadt um die käufliche Überlassung eines angrenzenden großen Grundstücks von ca. 30.000 m². 1868–1871 wurde der bestehende Friedhof erweitert und ein neues Taharahaus gebaut.
Erstaunlich aber erfreulich ist, dass der Friedhof mit seiner hohen Belegungsdichte in der Zeit des Nationalsozialismus von Zerstörungen verschont blieb. Nach 1982 wurde der Friedhof in Zusammenarbeit von jüdischer Gemeinde und Stadt Regensburg saniert und ist seit 1985 von großen Bäumen überschattet wieder zugänglich. Der älteste Grabstein mit hebräischer Inschrift stammt aus dem Jahr 1822.

### Der Platz Unter den Linden wird Ausflugsziel und Festplatz (ab 1847)

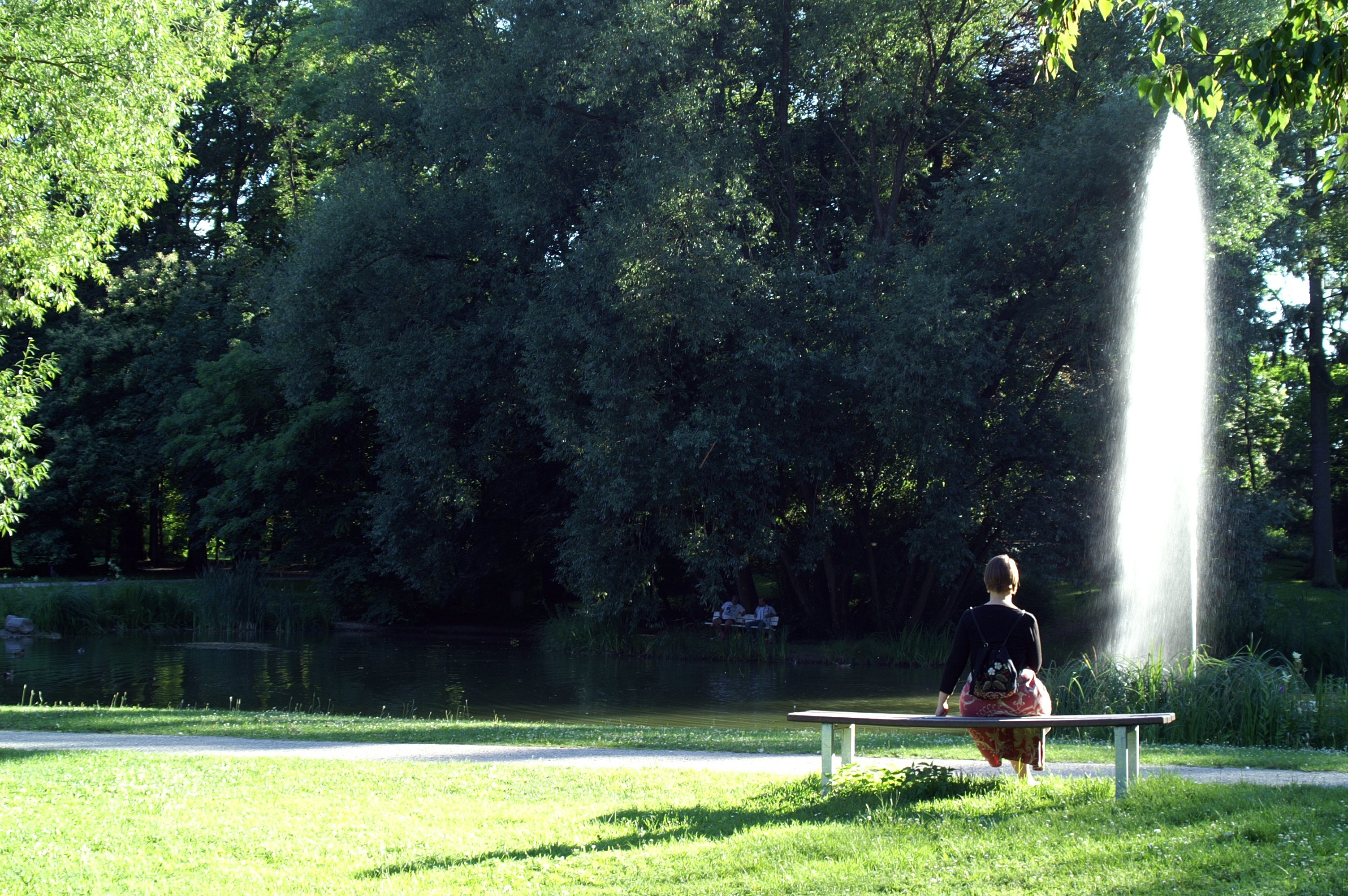
Ruhepause im Stadtpark

Im 19. Jahrhundert war die Wiese Unter den Linden ein bei Kindern beliebter Tummelplatz und wurde das Ziel von Ausflügen der Stadtbevölkerung, die bis zum Abbruch der Stadtmauern ab 1860 in der Altstadt von Regensburg meist in beengten Verhältnissen unter hygienischen Missständen leben mussten.
Nach einer deutschlandweiten Gründungswelle von Gesangsvereinen blieb der Platz für Jahre ein viel genutzter Festplatz. Der 1837 gegründete Regensburger Liederkranz richtete 1847 auf der Festwiese sein erstes Sängerfest mit auswärtigen Teilnehmern aus, die ihre Fahnen im Rathaus ausstellten. Der Festzug führte durch die festlich geschmückte Stadt und durch das Jakobstor aus der Stadt hinaus zum Festplatz auf der Schießwiese. Dort war eigens für diesen Anlass eine Sängerhalle in neugotischem Stil errichtet worden, in der die Vereine ihre Lieder vortrugen. 1871 und wurde auf dem östlichen Gelände eine städtische Turnhalle errichtet, die dann ab 1906 zu einer Ausstellungshalle der Oberpfälzer Kreisausstellung umgebaut wurde. Dem Sängerfest folgten weitere Feste, wie das Kriegerfest der Regensburger Veteranenvereine im Jahr 1885 oder 1896 das Oberpfälzer Bundesschießen.

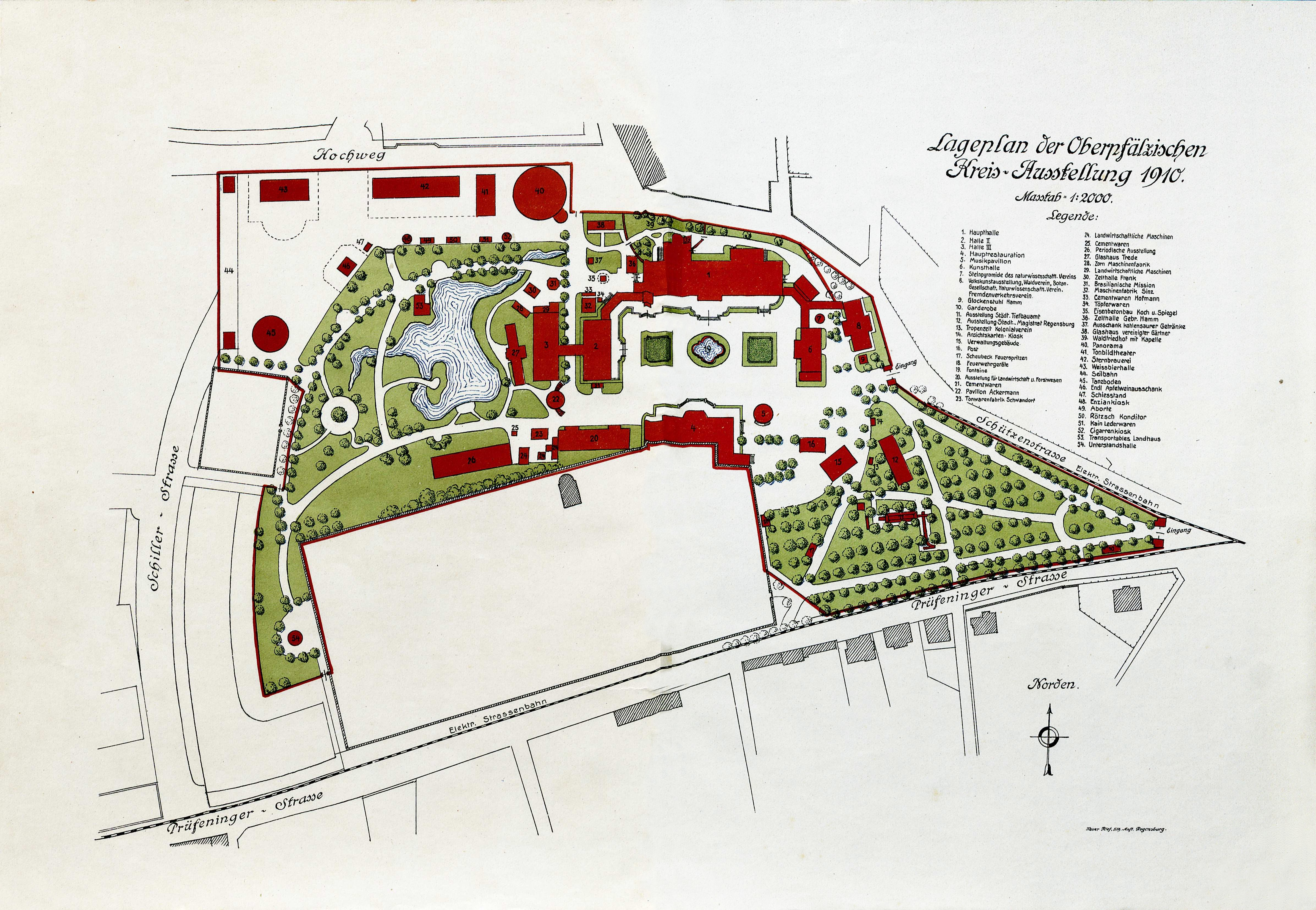
Lageplan der Oberpfälzer Kreisausstellung 1910
in Regensburg
(Freiflächen: Friedhöfe)

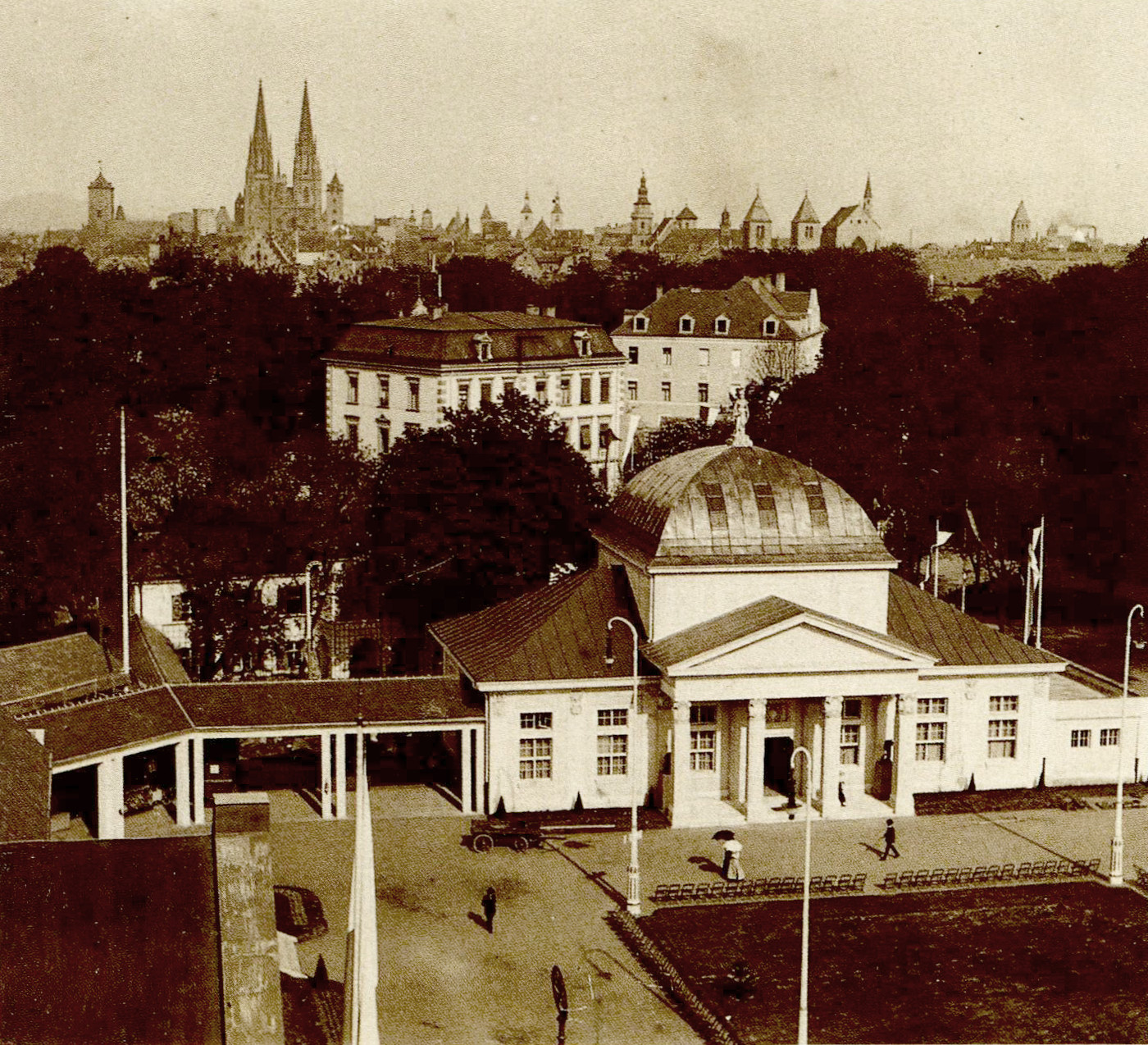
1910: Blick vom Stadtpark auf die Kunsthalle
(damals noch mit Portal)

### Die Oberpfälzer Kreisausstellung (1910)
Aus Anlass der 100-jährigen Zugehörigkeit der Stadt Regensburg zum Königreich Bayern sollte 1910 die Oberpfälzer Kreisausstellung in Regensburg stattfinden, eine Ausstellung mit Oberpfälzer Produkten aus Industrie, Gewerbe und Landwirtschaft. Um diese Großveranstaltung durchführen zu können, wurde für den Bau von Ausstellungshallen ein großer, stadtnah gelegener Platz benötigt, der in Regensburg zwar vorhanden war, aber überwiegend als Schießplatz genutzt wurde. Geleitet vom neu gewählten Bürgermeister Hermann Geib begann 1903 eine Planungskommission ihre Arbeit und leitete als Erstes die komplette Verlegung des Schießplatzes in den Stadtwesten ein. Damit konnte neben dem im Osten bereits vorhandenen Lindenpark auch das gesamte restliche Gelände – mit Ausnahme der drei Friedhöfe – in die Planungen eines neuen Stadtparks einbezogen werden. Für die Bauplanung verantwortlich war der Architekt, Künstler und Naturschützer Max Schultze in Zusammenarbeit mit dem Stadtbaumeister Adolf Schmetzer.
Zunächst wurde eine Baumschule angelegt, um den ehemaligen Schießplatz mit jungen Bäumen zu einem Stadtpark aufforsten und umgestalten zu können. Mit Aussichtshügel, Wasserfall, Teich und Bachlauf sollten die gärtnerischen Anlagen des neuen Stadtparks eine Attraktion der Kreisausstellung werden. Die Bauplanungen umfassten 15 neue Gebäude (u. a. ein Hauptportal, mit Kassenschalter und Straßenbahnanschluss, eine große im Jugendstil am Nordrand des Geländes erbaute Haupthalle mit Aussichtsturm (Architekt Joseph Koch), eine Kunsthalle und drei weitere Ausstellungshallen, Restaurationsgebäude (Architekt Heinrich Hauberrisser), Musikpavillon, Fahrrad- und Feuerwehrhalle). Die auf dem Gelände bereits bestehenden Gebäude wurden umgebaut, um sie den Bedürfnissen der Ausstellung anzupassen.

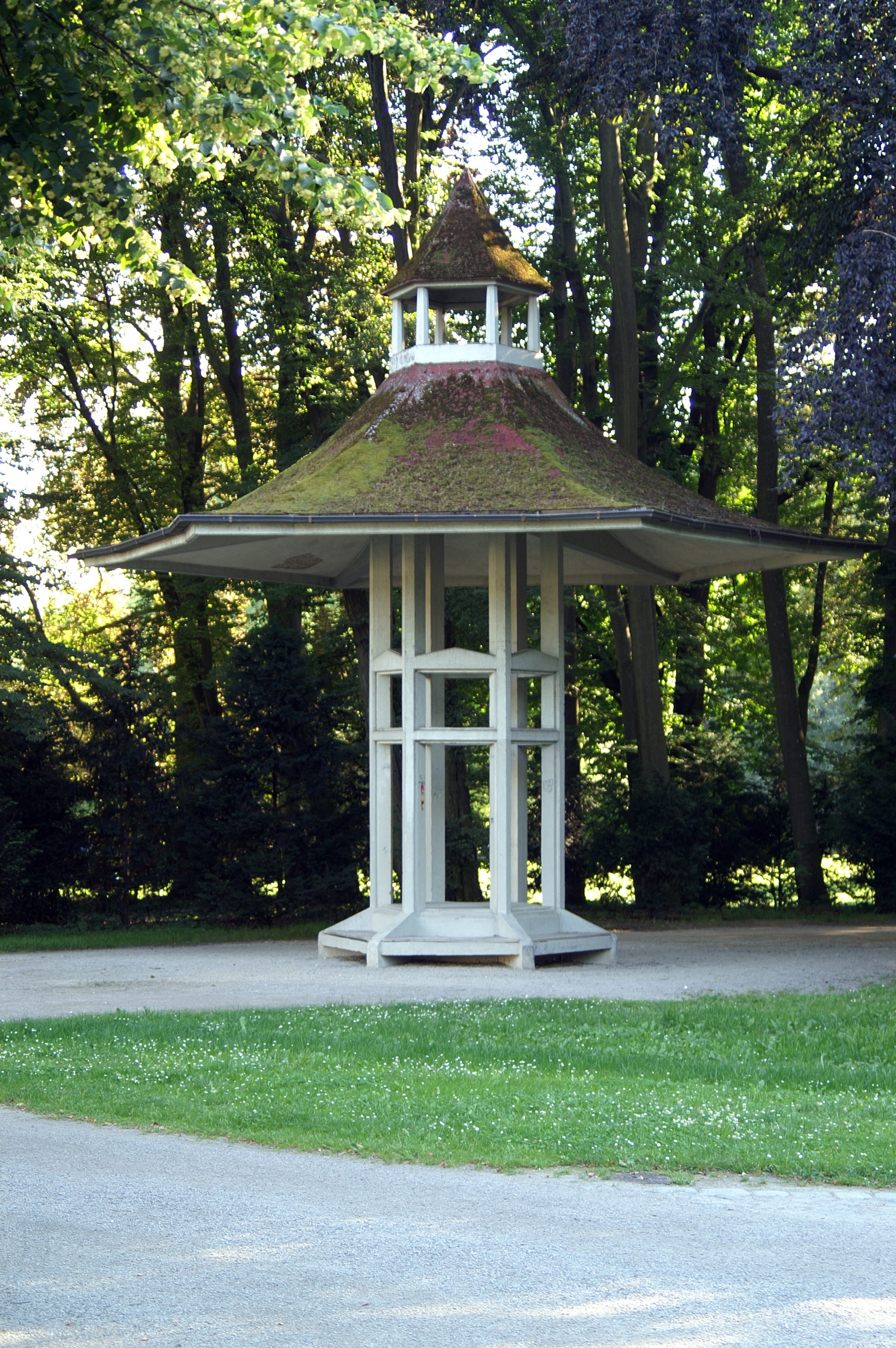
Pavillon 1910 J. Koch

Aus zwei Schießhäusern wurden Post- und Ausstellungsgebäude, aus dem Gasthaus wurde das Verwaltungsgebäude und aus der städtischen Turnhalle wurde eine Kunsthalle. Eine Abschätzung der für die Neu- und Umbau benötigten Kosten ergab eine Summe von 125.200 Mark.
Nach dem Ende der Kreisausstellung konnten nach dem Abbau von Ausstellungshallen noch viele Bäume nachgepflanzt werden. Außerdem wurden die erfolgten Umbauten von Häusern rückgängig gemacht. So entstand das noch heute bestehende Gasthaus Unter den Linden wieder neu und da die Schützenvereine nicht zurückkamen, wurde aus dem Posthaus, einem ehemaligen Schießhaus, das Gebäude für das Puppentheater des Sebastian Beck, ein Vorläufer des heutigen Figurentheaters. Von den zahlreichen Ausstellungshallen blieben nur die Haupthalle und die Kunsthalle erhalten, die heute das Kunstforum Ostdeutsche Galerie beherbergt. Die Haupthalle wurde zunächst auch als Stadthalle genutzt. Ab 1912 waren dort auch die Sammlungen des Naturwissenschaftlichen Vereins untergebracht, die aber 1920 in die Kunsthalle verlagert wurden, wo sie auch nur bis 1943 verblieben und dann wieder in die Stadthalle zurückkehrten.
Aus der Zeit der Kreisausstellung ist noch ein kleiner Pavillon erhalten, das erste Bauwerk in Regensburg aus Stahlbeton, erbaut von Joseph Koch.

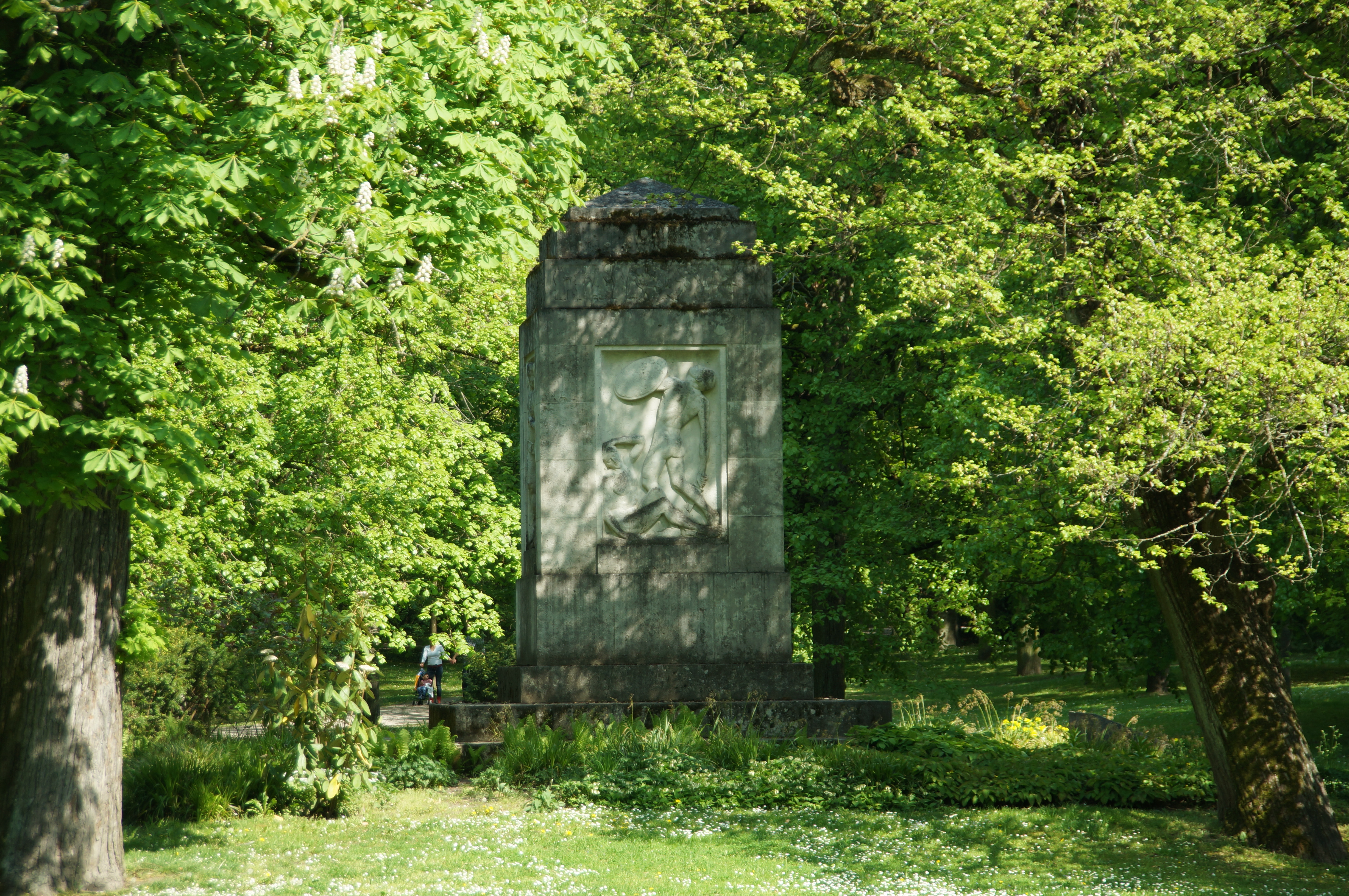
Kriegerdenkmal (1926)
Margarethe von Thurn u. Taxis

### Beide christlichen Friedhöfe werden aufgelöst
Beide Lazarusfriedhöfe blieben nur bis zum Anfang des 20. Jahrhunderts erhalten und wurden nach 1920 bis auf noch heute vorhandene kärgliche Reste abgeräumt. Erhalten blieb das geschmiedete eiserne Eingangstor und die ehemalige katholische Friedhofskapelle sowie ein Rest der evangelischen Friedhofsmauer, die noch an die Friedhöfe erinnern. Die ehemalige
kleine Friedhofskapelle
wird heute von der russisch-orthodoxen Gemeinde genutzt und wurde als Maria-Schutz-Kirche benefiziert.

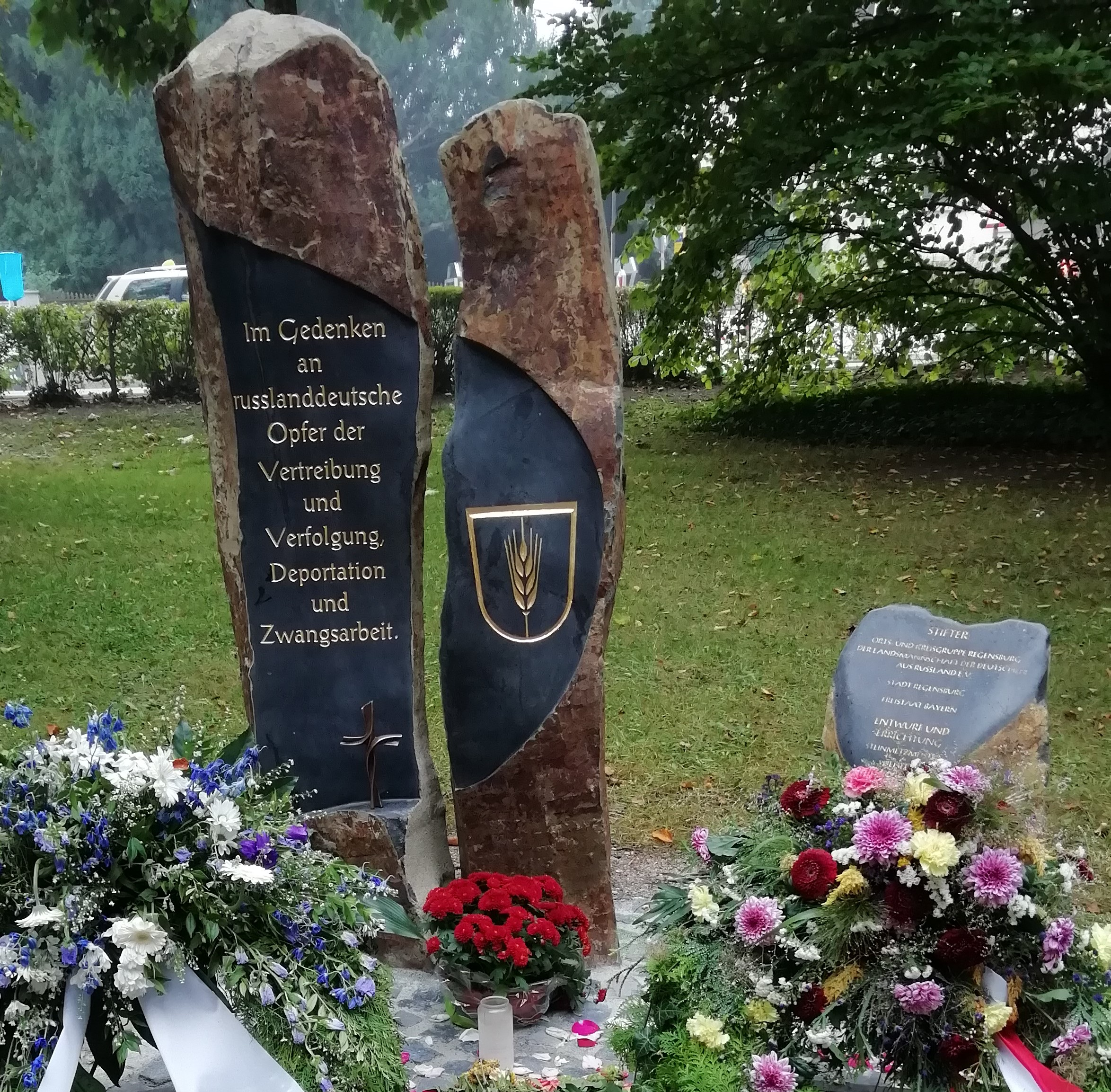
Gedenkstein in Erinnerung an die Verfolgung der Russlanddeutschen

### Die Zeit des Nationalsozialismus (ab 1926)
1926 wurde nahe am Standort der Leichenhalle des Lazarusfriedhofs ein Kriegerdenkmal mit allegorischen Darstellungen von Abschied, Kampf, Tod und Verklärung eingeweiht, gestaltet von Margarethe von Thurn und Taxis.
In der Zeit des Nationalsozialismus gab es Planungen des Reichsbundes deutscher Freilicht- und Volksschauspiele, an ausgewählten Orten des Deutschen Reiches sog. Thingplätze zu bauen und dort von Laienschauspielern Thingspiele vor 20.000 Zuschauern aufführen zu lassen. Auch der Stadtpark in Regensburg wurde mit Zustimmung des Regensburger Stadtrats als möglicher Standort in Erwägung gezogen. Da jedoch die Massenwirksamkeit solcher Aufführungen an anderen Orten ausblieb, wurden nach 1936 geplante Vorhaben nicht mehr realisiert. Auch das 1938 geplante Ostmarkhaus, das von der örtlichen NSDAP als neues Domizil mit einem großen Platz für eindrucksvolle Aufmärsche gewünscht wurde, wurde nicht gebaut, obwohl zahlreiche Entwürfe von Architekten für die geplante große Dreiflügelanlage eingingen und sogar ein Holzmodell angefertigt wurde. Da aber Regensburg ab 1939 nach dem Anschluss von Österreich seinen Status als Grenzstadt des Deutschen Reiches verlorenen hatte, wurden Planungen für die erforderlichen Baumaßnahmen abgebrochen. Im Vergleich zu anderen Städten ist es bemerkenswert, dass der jüdische Friedhof in der Zeit des Nationalsozialismus von Beschädigungen verschont blieb.
In der Kriegszeit wurde die Kunsthalle ab 1943 vom Reichsluftschutzbund genutzt, so dass der Naturwissenschaftliche Verein die Halle räumen musste und wieder in die Stadthalle umziehen musste. Im März 1945 wurde die Stadthalle von Bomben getroffen, die den dort eingelagerten Museumsbestand des Naturwissenschaftlichen Vereins fast völlig zerstörten. Nach dem Krieg nutzte der Naturwissenschaftliche Verein die frühere Aussegnungshalle des Lazarusfriedhofs als Museum bis zum Umzug 1961 ins Württembergische Palais dem heutigen Standort des Naturwissenschaftlichen Museums.
Die Kunsthalle, blieb unzerstört erhalten und beherbergt nach einer Erweiterung jetzt die Kunstsammlung Kunstforum Ostdeutsche Galerie.

## Beschreibung und Nutzung des Parks
Im Park gibt es einen Stadtteich und neben dem erwähnten Kriegerdenkmal zahlreiche weitere Kunstobjekte, wie die Bronzeplastik Bedrohter II aus dem Jahr 1970 von Waldemar Grzimek. Eine besondere Attraktion ist das Figurentheater. Seit 2021 befindet sich im südöstlichen Bereich des Parks ein Gedenkstein in Erinnerung an die Verfolgung der Russlanddeutschen.
Der Stadtpark gilt als das größte, rollstuhlgerechte altstadtnahe, städtische Naherholungsgebiet für die Regensburgerinnen und Regensburger. Jährlich finden im Stadtpark, gesponsert von städtischen Unternehmen, einige Kulturveranstaltungen statt, z. B. die sog. Nacht in Blau mit Besuch von Ausstellungen, Freiluft-Theater und Freiluft-Musikangebot. Außerdem wird ein städtisches Weinfest und weitere Freiluft-Veranstaltungen für Kinder und Jugendliche mit Konzerten und Theater angeboten.